# Copa del Generalíssim de futbol 1961-62
La Copa del Generalíssim de futbol 1961-62 va ser la 58ena edició de la Copa d'Espanya.

## Primera Ronda
12 de novembre i 10 de desembre.
| Equip 1             | Global | Equip 2              | Anada | Tornada |
| ------------------- | ------ | -------------------- | ----- | ------- |
| CD Alavés           | 5-4    | Cadis CF             | 4-0   | 1-4     |
| CD Basconia         | 2-2    | Cartagena CF         | 2-1   | 0-1     |
| Burgos CF           | 5-4    | CD Mestalla          | 2-1   | 3-3     |
| Celta de Vigo       | 6-3    | Córdoba CF           | 6-1   | 0-2     |
| Deportivo La Coruña | 6-2    | Recreativo de Huelva | 5-0   | 1-2     |
| Real Gijón          | 2-3    | Reial Múrcia CF      | 1-0   | 1-3     |
| Hèrcules CF         | 5-3    | AD Plus Ultra        | 4-1   | 1-2     |
| Real Jaén           | 1-5    | San Sebastián CF     | 1-2   | 0-3     |
| UD Las Palmas       | 1-4    | CE Sabadell          | 1-1   | 0-3     |
| Llevant UE          | 3-5    | Pontevedra CF        | 3-0   | 0-5     |
| Cultural Leonesa    | 3-7    | Granada CF           | 2-4   | 1-3     |
| CD Málaga           | 4-3    | SD Indauchu          | 4-0   | 0-3     |
| CD Orense           | 3-0    | Albacete Balompié    | 3-0   | 0-0     |
| UD Salamanca        | 2-3    | CA Ceuta             | 2-1   | 0-2     |
| CD San Fernando     | 1-2    | Reial Valladolid     | 1-0   | 0-2     |
| CD Villarrobledo    | 2-2    | Atlètic Balears      | 2-1   | 0-1     |

- Desempat

| Equip 1          | Marcador | Equip 2         |
| ---------------- | -------- | --------------- |
| CD Basconia      | 1-0      | Cartagena CF    |
| CD Villarrobledo | 1-3      | Atlètic Balears |

## Setzens de final
14 i 28 de febrer.
| Equip 1                 | Global | Equip 2             | Anada | Tornada |
| ----------------------- | ------ | ------------------- | ----- | ------- |
| Deportivo Alavés        | 5-3    | Reial Societat      | 3-2   | 2-1     |
| Athletic Club           | 7-3    | CD Sabadell         | 5-0   | 2-3     |
| Club Atlético de Ceuta  | 1-2    | València CF         | 1-0   | 0-2     |
| Club Atlético de Madrid | 3-3    | CD Basconia         | 3-0   | 0-3     |
| Deportivo de La Coruña  | 2-6    | FC Barcelona        | 1-3   | 1-3     |
| Hèrcules CF             | 3-6    | Real Betis Balompié | 2-3   | 1-3     |
| CD Málaga               | 6-6    | CA Osasuna          | 4-0   | 2-6     |
| RCD Mallorca            | 6-2    | Pontevedra CF       | 4-1   | 2-1     |
| Real Murcia CF          | 3-3    | Reial Oviedo        | 2-0   | 1-3     |
| CD Orense               | 1-6    | Elx CF              | 0-1   | 1-5     |
| San Sebastián CF        | 1-8    | Reial Madrid CF     | 1-3   | 0-5     |
| Real Santander          | 2-2    | Burgos CF           | 1-0   | 1-2     |
| Sevilla CF              | 3-2    | Celta de Vigo       | 2-0   | 1-2     |
| CD Tenerife             | 3-1    | CE Atlètic Balears  | 3-0   | 0-1     |
| Reial Valladolid        | 4-5    | RCD Espanyol        | 3-3   | 1-2     |
| Reial Saragossa         | 7-3    | Granada CF          | 5-1   | 2-2     |

- Desempat

| Equip 1           | Marcador | Equip 2      |
| ----------------- | -------- | ------------ |
| Atlètic de Madrid | 1-2      | CD Basconia  |
| CD Málaga         | 3-1      | CA Osasuna   |
| Reial Múrcia CF   | 0-3      | Reial Oviedo |
| Real Santander    | 2-1      | Burgos CF    |

## Vuitens de final
5 i 8 d'abril.
| Equip 1         | Global | Equip 2             | Anada | Tornada |
| --------------- | ------ | ------------------- | ----- | ------- |
| CD Basconia     | 1-12   | FC Barcelona        | 0-2   | 1-10    |
| Elx CF          | 4-9    | Reial Madrid CF     | 3-4   | 1-5     |
| RCD Espanyol    | 3-2    | Deportivo Alavés    | 2-0   | 1-2     |
| CD Málaga       | 1-3    | Athletic Club       | 1-1   | 0-2     |
| RCD Mallorca    | 1-6    | València CF         | 0-2   | 1-4     |
| Sevilla CF      | 5-4    | Real Betis Balompié | 5-3   | 0-1     |
| CD Tenerife     | 3-2    | Reial Oviedo        | 3-0   | 0-2     |
| Reial Saragossa | 2-2    | Real Santander      | 2-1   | 0-1     |

- Desempat

| Equip 1         | Marcador | Equip 2        |
| --------------- | -------- | -------------- |
| Reial Saragossa | 4-2      | Real Santander |

## Quarts de final
15 i 22 d'abril.
| Equip 1         | Global | Equip 2         | Anada | Tornada |
| --------------- | ------ | --------------- | ----- | ------- |
| Athletic Club   | 2-3    | València CF     | 2-2   | 0-1     |
| RCD Espanyol    | 2-3    | Reial Saragossa | 1-1   | 1-3     |
| Reial Madrid CF | 3-2    | FC Barcelona    | 0-1   | 3-1     |
| CD Tenerife     | 1-1    | Sevilla CF      | 1-1   | 0-0     |

- Desempat

| Equip 1     | Marcador | Equip 2    |
| ----------- | -------- | ---------- |
| CD Tenerife | 0-1      | Sevilla CF |

## Semifinals
24 i 1 de juliol.
| Equip 1         | Global | Equip 2         | Anada | Tornada |
| --------------- | ------ | --------------- | ----- | ------- |
| València CF     | 2-5    | Sevilla CF      | 2-2   | 0-3     |
| Reial Saragossa | 2-6    | Reial Madrid CF | 1-2   | 1-4     |

## Final
| Reial Madrid CF | 2 - 1 | Sevilla CF  |
| --------------- | ----- | ----------- |
| Puskás 76' 90'  |       | Diéguez 47' |

## Campió
| Campions de la Copa d'Espanya 1962    |
| ------------------------------------- |
| Reial Madrid Club de Futbol 10è títol |